# Bolesław Pacanowski
Bolesław Pacanowski (ur. 17 stycznia 1901 w Łodzi, zm. 8 listopada 1977 w hrabstwie Marin w Kalifornii) – polski malarz i scenograf pochodzenia żydowskiego.

## Życiorys
Ukończył w Łodzi szkołę średnią i zdał egzamin maturalny. Następnie podjął naukę w Szkole Rysunku i Malarstwa Ryszarda Radwańskiego, w prywatnej szkole Maurycego Trębacza, a także pod kierunkiem Konstantego Mackiewicza. Do II wojny światowej pracował w biurach architektonicznych m.in. Jerzego Müntza, Józefa Łęczyckiego oraz swojego brata Hilarego Pacanowskiego.
Po wybuchu II wojny światowej wraz z rodziną przebywał w Białymstoku okupowanym przez ZSRR. W 1940 podjął pracę scenografa w teatrach operowych m.in. we Frunze i Zaporożu. Po ataku Niemiec na Związek Radziecki został rozdzielony z rodziną, która została wywieziona do obozów koncentracyjnych. W 1946 powrócił do Polski. W 1947 został członkiem Spółdzielni Pracy Artystyczno-Malarskiej „Sztuka”, w ramach której w malarsko-rzeźbiarskim studiu zajmował się projektowaniem i wykonywaniem prac z zakresu sztuki użytkowej (plakatów, grafik książkowych, rysunku prasowego i sztuki stosowanej). Był także członkiem stowarzyszenia „Grupa Ośmiu”, do którego należeli także: Majer Apelbaum, Mojżesz Boruszek, Rafał Chwoles, Karol Piasecki, Adam Muszka, Irena Adler-Molga i Józef Pasmanik. Pacanowski był również scenografem – tworzył scenografie dla sceny żydowskiej. Od 1952 pracował w Młodzieżowym Domu Kultury w Łodzi. W 1969 wraz z drugą żoną wyjechał do Stanów Zjednoczonych.
26 projektów scenografii Pacanowskiego, z lat 50. XX w. zrealizowanych na potrzeby Państwowego Teatru Żydowskiego im. E. R. Kamińskiej z siedzibą w Łodzi, znajduje się w zbiorach Muzeum Historii Żydów Polskich Polin. W swoich pracach Pacanowski wykorzystywał motywy z międzywojennej tradycji sztuki żydowskiej, m.in. żydowskie motywy religijne i kulturalne i ludowe, m.in. „Portret Mendele Mojchera Sforima”, „Muzykanci żydowscy” oraz odwołania do techniki kucia w metalu.

### Życie prywatne
Był synem kupca Piotra (Pinkusa) Pacanowskiego i Heleny (Hendli) z domu Gajzler. Miał 8 rodzeństwa, w tym: brata Hilarego Pacanowskiego – architekta, siostry: Natalię Pacanowską-Haltrecht – historyczkę sztuki, Ewę Pacanowską – aktorkę i Różę „Zulę” Pacanowską – aktorkę i polityczkę.
Jego pierwszą żoną była Millicent (Mary) z domu Flatau, z którą miał dwie córki. Żona i młodsza córka Aleksandra zginęły w obozie koncentracyjnym w Treblince, zaś starsza – Anna – przeżyła KL Auschwitz i wyjechała do Wielkiej Brytanii. Jego drugą żoną w 1944 została Wiera (Wenera) z domu Kataszow, z którą miał syna Anatola.